# 肺胞性肺炎
肺胞性肺炎（はいほうせいはいえん）とは、肺の実質すなわち肺胞を主座とする肺の炎症の総称である。
肺胞腔内に炎症性浸出物が出現するが、原因によってその構成成分は異なる。肺胞腔内への浸出物が、治癒過程で完全に再吸収されれば、まったく跡を残さない。しかし、吸収が不完全であれば、肺胞腔が部分的にあるいは完全にふさがれる。完全にふさがれた場合は、肉眼的に「肉」のごとく見えるため肉変という。肉変は、組織学的には腔内器質化とも呼ばれる。